# 石碌水库
石碌水库是中国海南省昌江黎族自治县境内的一座水库，建于1961年。水库正常库容为9888万立方米，平均水深为12.74米，集雨面积为353.6平方千米。